# Comair (ЮАР)
Comair (JSE: COM) — южноафриканская авиакомпания со штаб-квартирой в Кемптон-Парк (Экурхулени, Гаутенг) близ Йоханнесбурга, осуществляющая регулярные пассажирские перевозки в рамках франчайзинговых соглашений с национальным авиаперевозчиком Великобритании British Airways. Является аффилированным членом глобального авиационного альянса пассажирских перевозок Oneworld.
Портом приписки авиакомпании и её главным транзитным узлом (хабом) является Международный аэропорт имени О. Р. Тамбо в Йоханнесбурге, основными пунктами назначения — Международный аэропорт Кейптаун и Международный аэропорт имени короля Чаки в Дурбане.

## История
Авиакомпания Commercial Air Services была основана в начале 1946 года бывшими военнослужащими-участниками Второй мировой войны Джубертом, Мартином, Циммерманом, Хаменом и начала операционную деятельность 14 июля того же года. В 1948 году компания открыла первые регулярные пассажирские рейсы между Аэропортом Рэнда в Джермистоне, Дурбаном и Йоханнесбургом на самолёте Cessna 195.
В течение следующих десятилетий компания постепенно развивалась и к 1992 году эксплуатировала парк из реактивных самолётов Boeing 737—200 на основных маршрутах внутри страны, а также в Габороне (Ботсвана) и Хараре (Зимбабве).
В 1996 году авиакомпания заключила франчайзинговое соглашение с британским национальным перевозчиком British Airways, который в начале 2000 года стал её миноритарным владельцем. В июле 1998 года Comair стала публичной компанией, разместив свои акции на Йоханнесбургской фондовой бирже. В настоящее время 25 % акций Comair находятся в собственности её менеджеров, 52 % — в руках частных и корпоративных инвесторов, ещё 18 % принадлежит авиакомпании British Airways и 5 % — рядовым работникам Comair. По состоянию на март месяц 2007 года в штате перевозчика работало 1447 сотрудников.
В 2001 году была образована дочерняя авиакомпания kulula.com, вышедшая на рынок пассажирских перевозок ЮАР в качестве бюджетной авиакомпании.
6 сентября 2007 года Comair и British Airways продлили франчайзинговое соглашение ещё на 11 лет.
Обанкротилась в 2022 году.

## Маршрутная сеть

Маршрутная сеть авиакомпании Comair

На 5 июля 2009 года маршрутная сеть регулярных перевозок авиакомпании Comair включала в себя следующие пункты назначения:
- Маврикий
  - Международный аэропорт имени сэра Сивусагура Рамгулама
- Намибия
  - Виндхук — Международный аэропорт имени Осии Кутако
- ЮАР
  - Кейптаун — Международный аэропорт Кейптаун
  - Дурбан — Международный аэропорт имени короля Чаки
  - Йоханнесбург — Международный аэропорт имени О. Р. Тамбо хаб
  - Нелспрейт — Международный аэропорт имени Крюгера Мпумаланги[6]
  - Порт-Элизабет — Аэропорт Порт-Элизабет
- Замбия
  - Ливингстон — Аэропорт Ливингстон
- Зимбабве
  - Хараре — Международный аэропорт Хараре
  - Виктория-Фолс — Аэропорт Виктория-Фолс

## Флот
По состоянию на 25 февраля 2010 года воздушный флот Comair (в раскраске ливреи British Airways) составляли следующие самолёты

## Авиапроисшествия и несчастные случаи
- 1 марта 1988 года. Самолёт Embraer EMB 110 Bandeirante, следовавший регулярным рейсом 206, потерпел крушение в международном аэропорту Йоханнесбурга. Погибли все 17 человек на борту[11][12].